# 西城街道 (宜宾市)
西城街道，是中华人民共和国四川省宜宾市翠屏区曾经下辖的一个街道。2019年8月23日，宜宾市人民政府批复同意撤销西城街道和南城街道，设立大观楼街道。

## 行政区划
西城街道下辖以下地区：
文星社区、和平社区、信义社区、仁和社区、慈善社区、金江社区和人民社区。